# کنوانسیون وین درباره ترافیک راه‌ها
کنوانسیون ترافیک راه‌ها که معمولاً با نام کنوانسیون وین دربارهٔ ترافیک راه‌ها شناخته می‌شود معاهده‌ای بین‌المللی با هدف تسهیل ترافیک جاده‌ای بین‌المللی و افزایش ایمنی جاده‌ها با ایجاد قوانین استاندارد ترافیک میان مشارکت‌کنندگان است. بر سر این کنوانسیون در کنفرانس ترافیک راه‌های شورای اقتصادی و اجتماعی سازمان ملل متحد (۷ اکتبر تا ۸ نوامبر ۱۹۶۸) توافق شد. این کنوانسیون از ۲۱ مارس ۱۹۷۱ به اجرا درآمد. این کنوانسیون در ۷۴ کشور تصویب شده است اما بعضی کشورهایی که این کنوانسیون را تصویب نکرده‌اند ممکن است عضوی از کنوانسیون ۱۹۴۹ درباره ترافیک راه‌ها باشند. در همین کنفرانس، بر سر کنوانسیون علائم و نشانه‌های جاده‌ای هم توافق شده است.

## وسایل نقلیه میان‌مرزی
یکی از مزایای اصلی این کنوانسیون برای رانندگان تعهد کشورهای امضاکننده به قبول قانونی بودن وسایل نقلیه با پلاک سایر کشورهای امضاکننده است. شرایط زیر باید هنگام رانندگی در خارج از کشور ثبت‌کننده پلاک رعایت شود:
- خودروها باید پلاک خود را در جلو و عقب خودرو به نمایش بگذارند، حتی اگر در محدوده قضایی ثبت‌کننده پلاک نیازی به این کار نباشد. موتورسیکلت‌ها تنها ملزم به نمایش پلاک در عقب موتورسیکلت هستند. پلاک‌های ثبت‌شده تنها حروف لاتین و اعداد عربی تشکیل شده باشند.
- یک نشان واضح که نام کشور ثبت‌کننده پلاک را نشان دهد باید در عقب خودرو نمایش یابد. این علامت ممکن هم می‌تواند جدا از پلاک باشد و هم می‌تواند در همان پلاک گنجانده شود. هنگامی که این نشانه در همان پلاک گنجانده شده است، باید در پلاک جلوی خودرو هم پیدا باشد. مشخصات فیزیکی لازم برای نشانه جدا از پلاک خودرو در ضمیمه ۳ کنوانسیون تعریف شده است.
- خودرو باید تمام ویژگی‌های فنی لازم برای رانندگی در جاده را مطابق قانون کشور ثبت‌کننده پلاک داشته باشد. تناقض‌ها میان قوانین کشور ثبت‌کننده پلاک و کشوری که خودرو در آن رانده می‌شود (مثلاً صندلی راننده سمت راست در بعضی کشورها و صندلی راننده سمت راست در دیگران) مستثنی هستند.
- راننده باید گواهی ثبت خودرو را به همراه داشته باشد. در صورتی که خودرو به نام یکی از سرنشینان خودرو ثبت نشده است (مثلاً در مورد یک خودروی کرایه‌ای) راننده باید مدرکی برای اثبات حق خود برای استفاده از خودرو ارائه کند.

ایالات متحده و چین ار کشورهایی هستند که این کنوانسیون را امضا نکرده‌اند. گردشگران برای سفرهای کوتاه مجاز نیستند که با خود خودرو به چین بیاورند. همه وسایل نقلیه ثبت شده در خارج از چین، باید برای راندن در چین پلاک چینی داشته باشند.
این کنوانسیون همچنین حداقل تجهیزات ایمنی و مکانیکی لازم برای خودروها را بررسی می‌کند و یک در ضمیمه ۴ یک علامت شناسایی برای شناسایی کشور مبدأ خودرو تعریف می‌کند.